# Maartje (strip)
Maartje is Nederlandse stripreeks van Piet Wijn.

## Inhoud
Maartje is een jonge tiener, die zeer begaan is met de natuur. Al van jongs af aan houdt ze van dieren. Haar vader is omgekomen bij een jachtincident, toen Maartje heel jong was. De liefde voor de natuur heeft Maartje van hem geërfd. Haar moeder wil echter dat Maartje opgroeit als een echte jongedame en ze liggen vaak met elkaar overhoop.

## Publicatiegeschiedenis
In het weekblad Tina verschenen zes verhalen van 1979 tot 1986. Oberon gaf drie van die verhalen in de jaren 80 in albumvorm uit. De overige verhalen werden in 2011 in een compilatie-album uitgebracht.

## Verhalen

### Albums

#### Oberon
Onderstaande albums verschenen bij uitgeverij Oberon in de collectie Tina Topstrip.
- Maartje, het ganzenmeisje (1982)
- Maartje in de Biesbos (1983)
- Maartje en het Ritselbos (1984)

#### The Keij-Position
Onderstaand album verscheen bij uitgeverij The Keij-Position. Het bevat de drie resterende verhalen die niet eerder in albumvorm verschenen.
- Drie avonturen van Maartje (2011)